# Moschea di Alâeddin
La moschea di Alâeddin (Moschea di Aladino [Kayqubad I]) è il principale monumento della cittadella di Konya in Turchia.
L'edificio fungeva da "Moschea del Trono" per il sultanato selgiuchide di Rūm e contiene il mausoleo dinastico. Fu costruita tra la metà del XII e il XIII secolo. Sia la cittadella sia la moschea portano il nome di Sultan ʿAlā al-Dīn Kayqubad I (turco: Alâeddin Tepesi e Alâeddin Camii).

## Moschea
Seguendo la procedura tipica dei Selgiuchidi, una basilica cristiana venne trasformata in una moschea dopo la conquista della città nel 1080. Gran parte del materiale da costruzione e dell'ornamento architettonico incorporato nella ricostruzione successiva, in particolare colonne e capitelli, proviene da quella basilica e da altre strutture bizantine vicine.
La prima struttura risale al tempo di Mas'ud I. Un'iscrizione data l'elegante minbar di ebano al 1155, primo esempio questo datato di arte selgiuchide in Anatolia. La cornice in ceramica policroma del miḥrāb e la cupola soprastante possono essere fatti risalire a questo periodo. 
Kaykaus I iniziò un importante programma di ricostruzione nel 1219. Modificò l'ingresso principale da ovest a nord, di fronte al mihrab. Aggiunse una facciata monumentale sul lato nord, affacciata sulla città e di fronte al palazzo selgiuchide. Venne iniziata la costruzione di una tomba di marmo nel cortile. La costruzione dell'edificio di Kaykaus fu interrotta dalla sua morte, avvenuta nello stesso anno, per poi essere ripresa da suo fratello e successore Kayqubad I. Kayqubad modificò diverse iscrizioni di suo fratello e rivendicò i miglioramenti apportati alla moschea. Nel 1235 aggiunse una grande sala, sostenuta da quarantadue colonne, a est del mihrab.
Il minareto, il mihrab di marmo (1891) e la porta orientale, attraverso la quale la maggior parte dei visitatori entra nella moschea, risalgono al periodo ottomano. L'ala orientale della moschea, costruita con colonne bizantine ed elleniche riutilizzate, ha un'apertura e una spaziosità uniche.

## Sultani inumati nella moschea

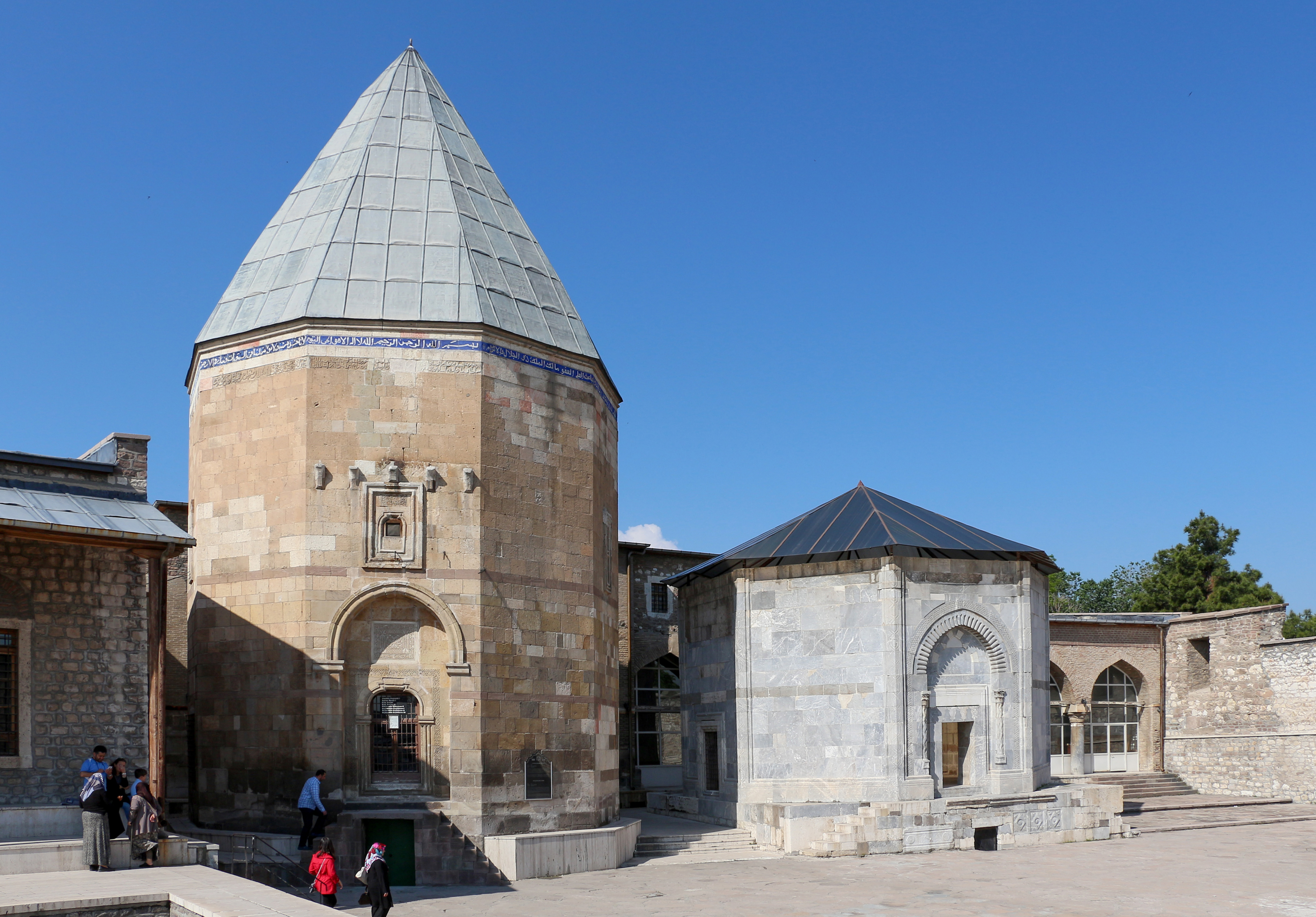
Türbe nel cortile della moschea

Il cortile della moschea di Alâeddin contiene due monumentali mausolei o türbe. Secondo un'iscrizione presente sulla facciata, Qilij Arslan II fece costruire la tomba a pianta dodecagonale ricoperta da un tetto conico. Questo mausoleo divenne il luogo di sepoltura della dinastia selgiuchide di Rūm e ospita il sarcofago di otto sultani:
- Mas'ud I (d. 1156)
- Qilij Arslan II (m. 1196)
- Suleyman II (m. 1204)
- Kaykhusraw I (m. 1210)
- Kayqubad I (m. 1236)
- Kaykhusraw II (m. 1246)
- Qilij Arslan IV (m. 1266)
- Kaykhusraw III (m. 1283).

La costruzione del secondo mausoleo venne iniziata da Kaykaus I e fu interrotta alla morte dello stesso (m. 1219). La tomba è ottagonale e costruita in marmo. Questo mausoleo incompleto è noto come Adsız Türbe, o "mausoleo anonimo", poiché i nomi dei personaggi sepolti all'interno sono sconosciuti. I cadaveri, mummificati, sono esposti alla vista.

## Galleria d'immagini

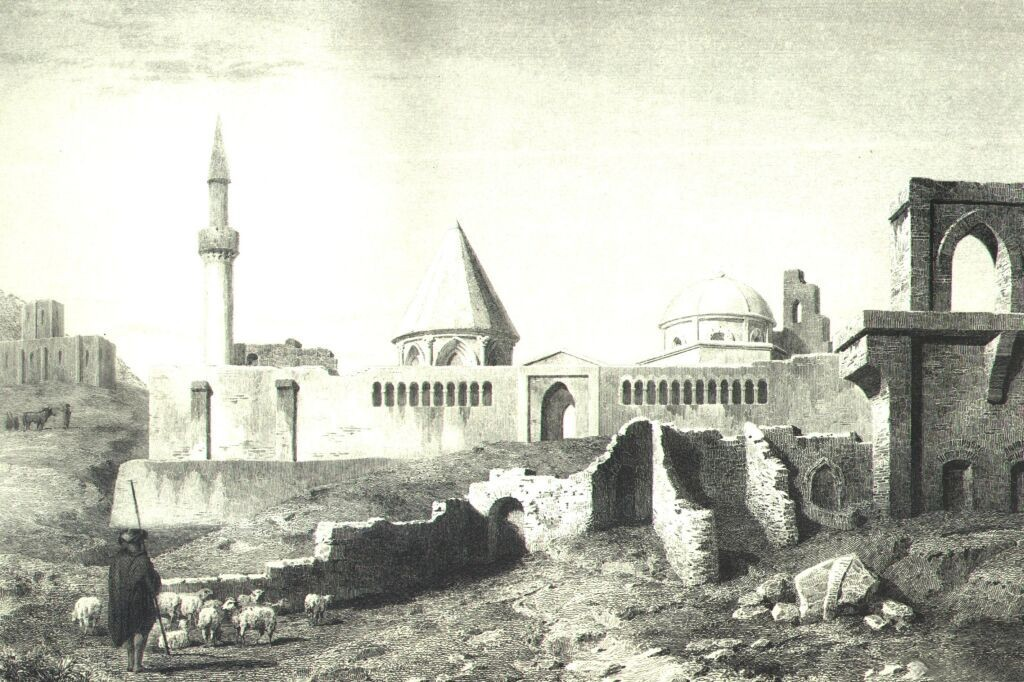
Moschea di Alâeddin nel 1849 (incisione)
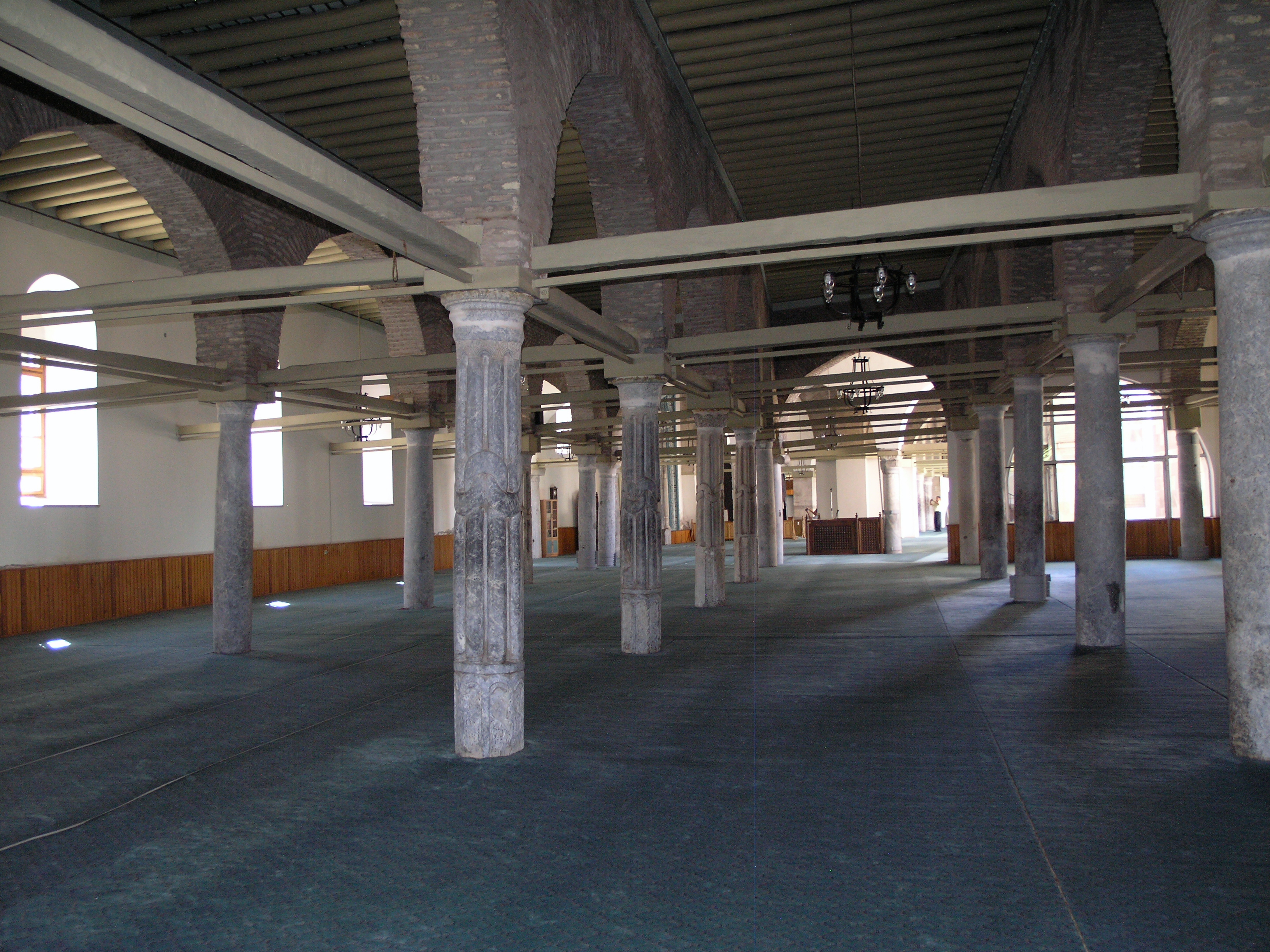
Interno
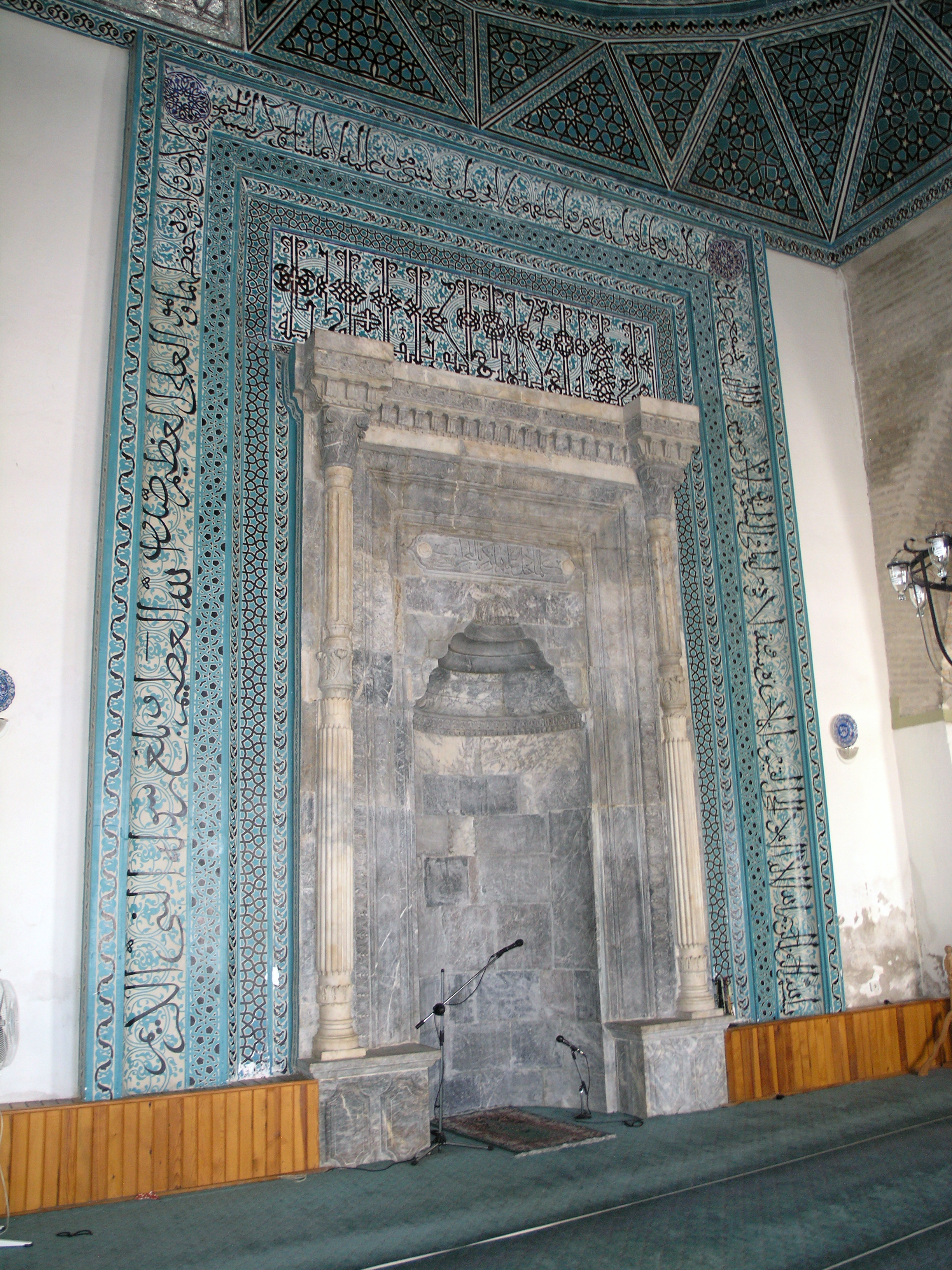
Mihrab
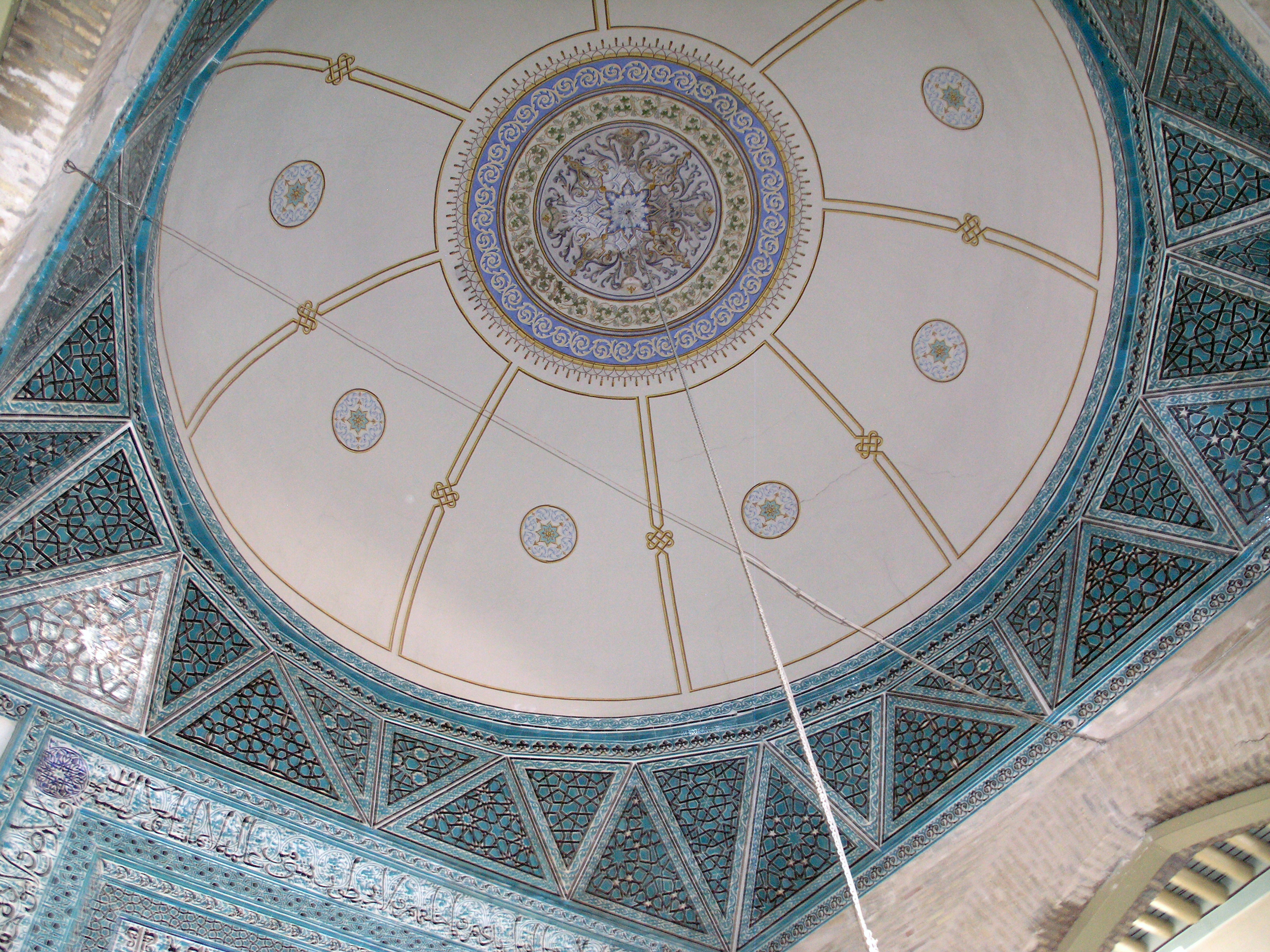
Cupola
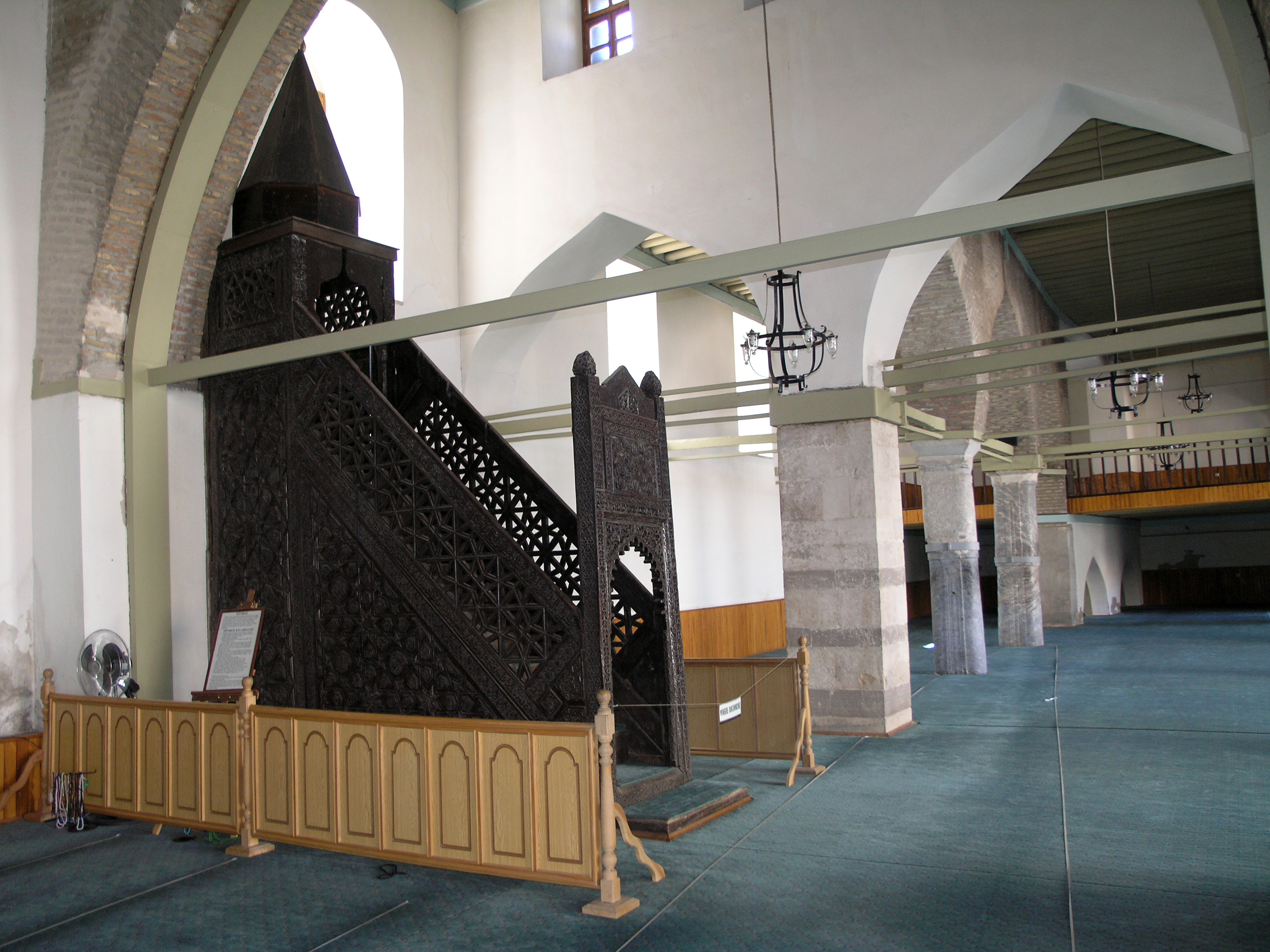
Minbar
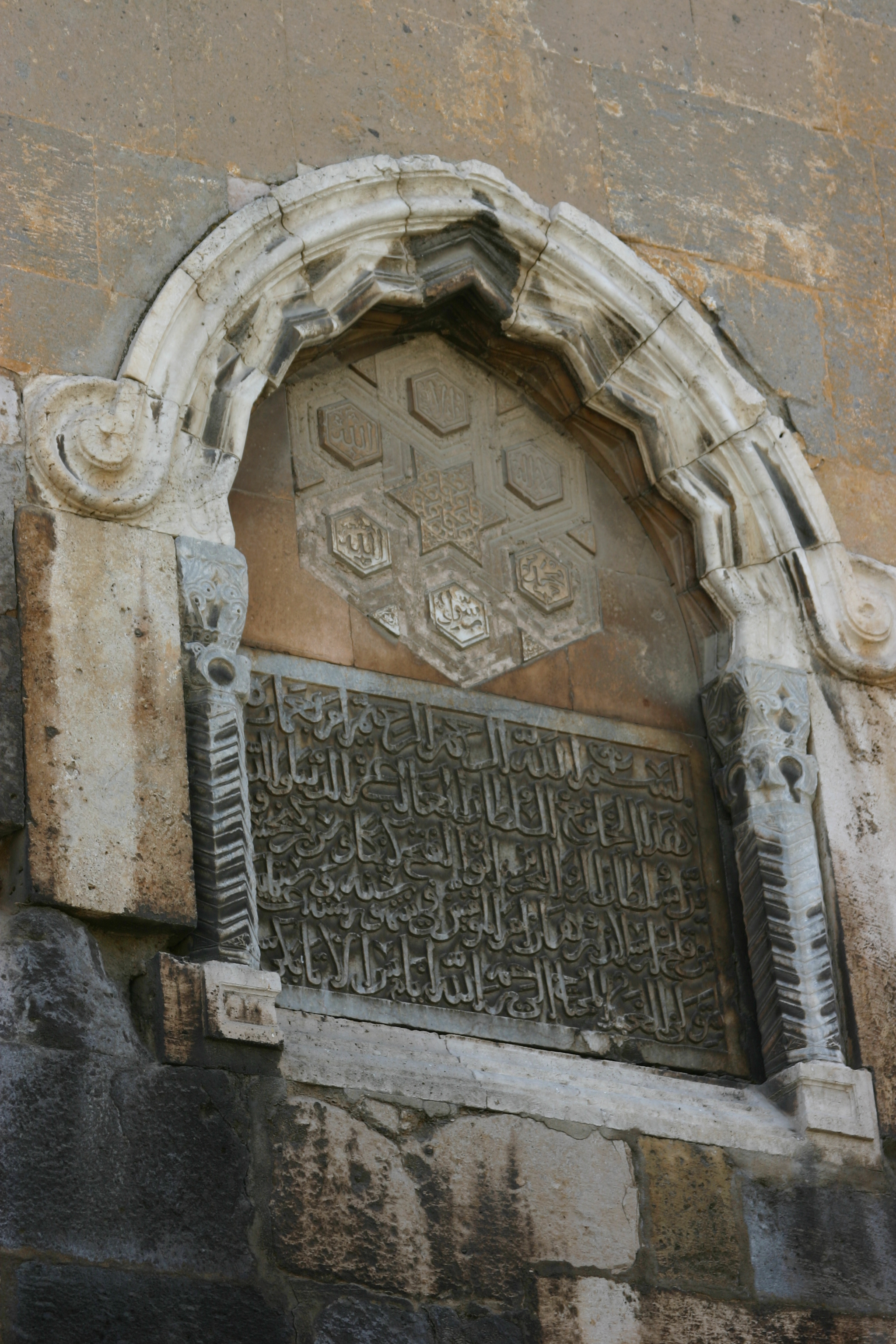
Iscrizione
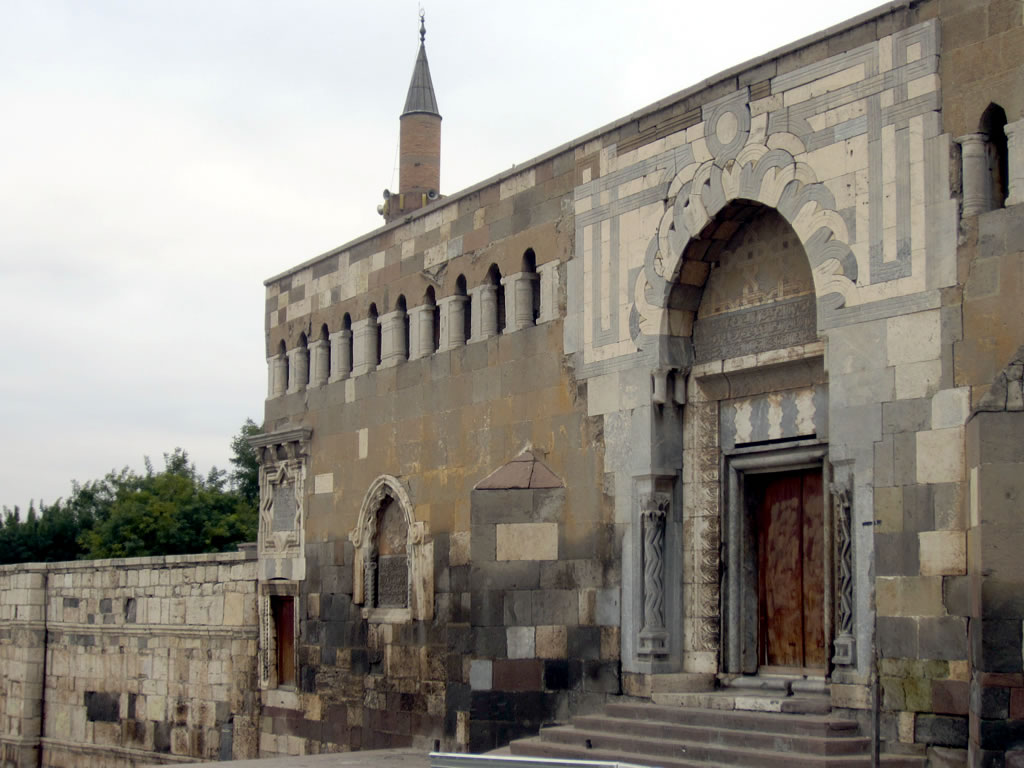
Ingresso principale
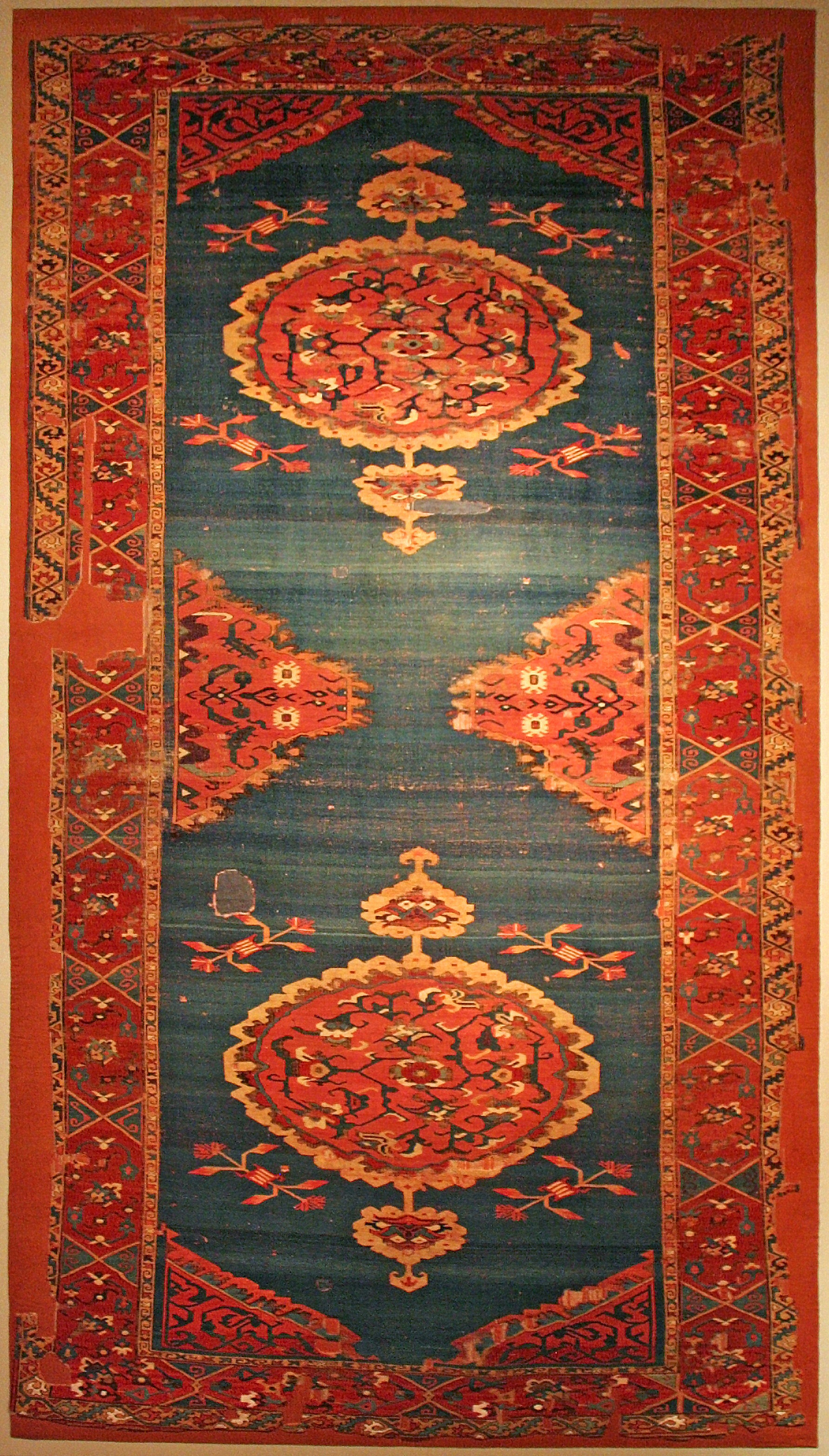
Tappeto